# Dulwich Picture Gallery

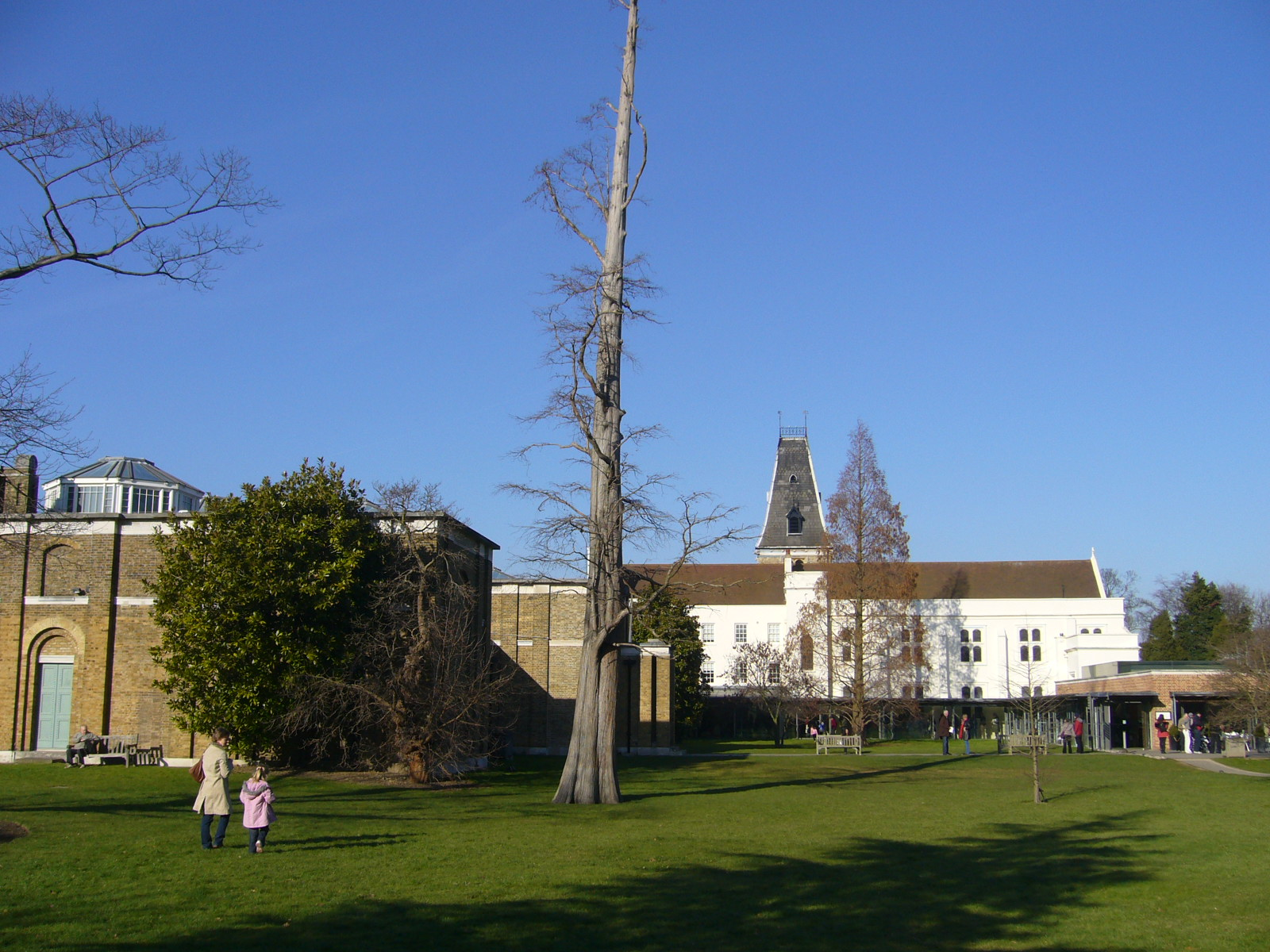
Extérieur de la Dulwich Picture Gallery face au nord.

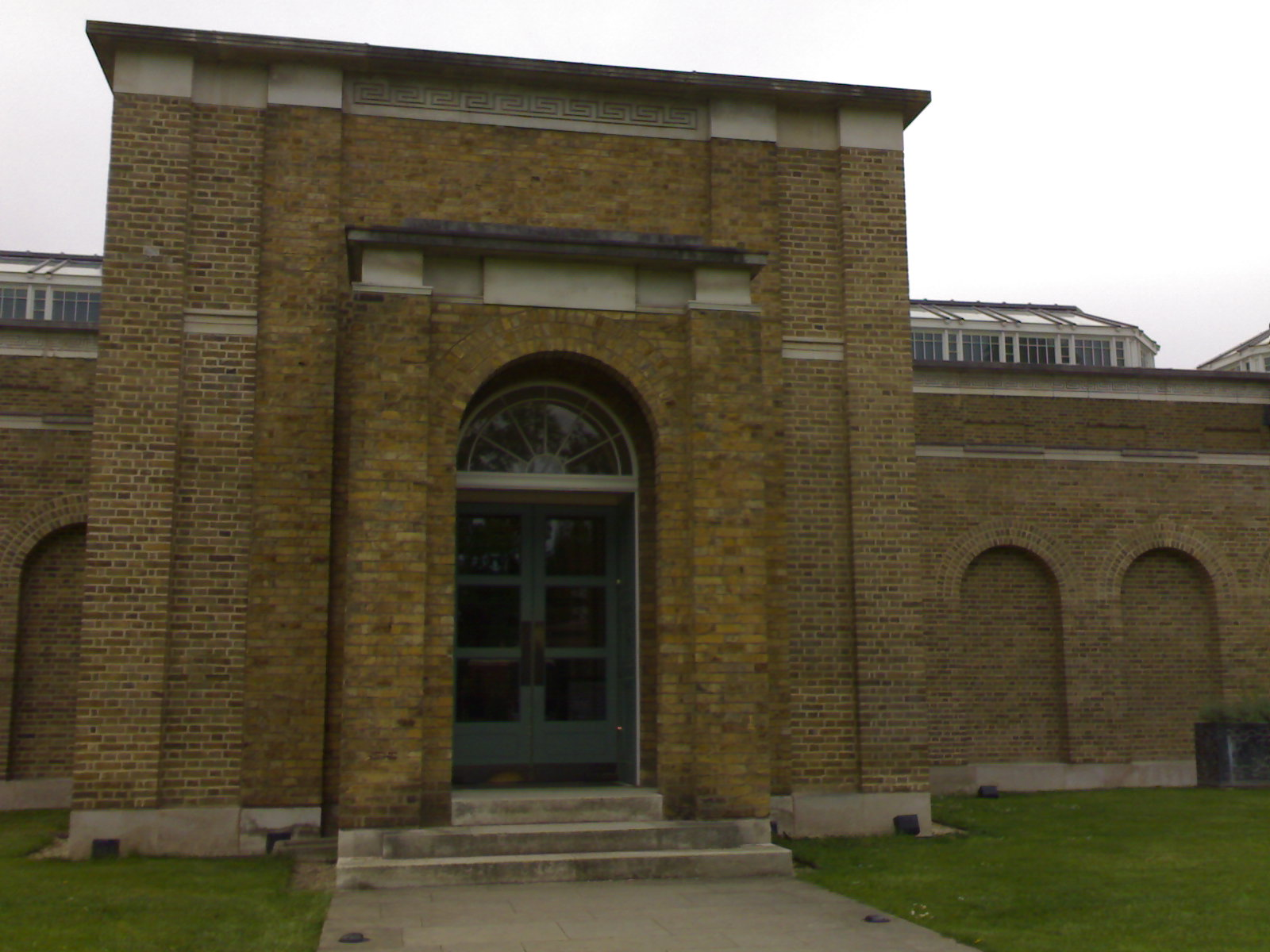
Extérieur – façade est.

La Dulwich Picture Gallery est  le plus ancien musée public d'art d'Angleterre. Il est situé à Dulwich dans le Grand Londres.
Bâtie en 1817 sur les plans de sir John Soane, la Dulwich Picture Gallery abrite l'une des plus belles collections de maîtres anciens, dont 12 toiles de Rubens, 4 de Rembrandt, 5 de Van Dyck , 2 de Raphaël , etc.

## Histoire des collections
L'origine du musée est plutôt rocambolesque. La collection de la Dulwich Picture Gallery est issue au départ d’œuvres rassemblées par sir Francis Bourgeois (1753-1811), originaire de Suisse, et son partenaire en affaires, le Français Noël Desenfans (1744-1807). Les deux hommes dirigeaient à Londres un commerce d’œuvres d’art florissant quand, en 1790, le roi de Pologne Stanislas II les chargea de réunir une « collection royale », qui faisait alors défaut au monarque, et avec laquelle celui-ci pensait encourager les Beaux-Arts dans son pays. Afin de constituer cette collection, Bourgeois et Desenfans mirent cinq ans à sillonner l’Europe pour acquérir des œuvres. Cependant, en 1795, la Pologne fut démembrée, le pays cessa d’exister, et la « collection royale », ainsi, n'eut plus de royaume pour l'abriter.
Bourgeois et Desenfans essayèrent dès lors de vendre la collection dans d’autres pays, mais leur tentative échoua et, au lieu de cela, ils vendirent des petites pièces afin d’acquérir par la suite des œuvres de plus grande valeur. Ainsi la collection demeura-t-elle à Londres. Après la mort de Desenfans en 1807, Bourgeois prit contact avec le British Museum au sujet de la légation de la collection à sa propre mort, mais il fut rebuté par l’attitude des administrateurs du musée. Quand finalement sa mort survint en 1811, la collection revint au Dulwich College, qui faisait alors partie d’une fondation plus vaste, l’Alleyn's College of God's Gift. Et la Dulwich Picture Gallery fut créée ainsi que Bourgeois l'avait demandé dans son testament.
Un apport majeur à la collection eut lieu en 1835, quand William Linley – le dernier représentant d’une famille de gens du spectacle – mourut en léguant au musée l’ensemble de ses portraits de famille.
En 1966, huit peintures furent volées : trois Rembrandt, trois Rubens, un Gerrit Dou et un Adam Elsheimer, dont la valeur était estimée à l’époque à 4,5 millions de livres au total. La récompense pour qui permettrait de les retrouver ne dépassa pas quant à elle le millier de livres. Les peintures furent retrouvées quelques jours plus tard, au terme d’une enquête menée par le commissaire de police Charles Hewett qui, auparavant, avait enquêté sur John Bodkin Adams, suspecté d’être un tueur en série. Michael Hall, un ambulancier sans emploi, fut le seul des voleurs que l’on parvint à capturer ; il fut condamné à cinq ans de prison.
Un petit portrait exécuté par Rembrandt au début de sa carrière, celui de Jacob De Gheyn III, a été volé et retrouvé à quatre reprises, la dernière fois en 1983. Le tableau figure d’ailleurs au Livre Guinness des records comme l’œuvre d’art la plus fréquemment dérobée dans le monde. La dernière fois, il fut retrouvé dans une consigne en Allemagne de l’Ouest, en 1986. Précédemment, il avait été rendu de façon anonyme, trouvé à l’arrière d’une bicyclette, et découvert sous un banc dans un cimetière des environs de Streatham. La peinture est aujourd’hui placée sous l’étroite surveillance d’un système de sécurité moderne ; elle est par ailleurs si connue dans le monde de l’art que la revendre serait chose impossible.
En 1995, après la réorganisation substantielle de la fondation de l’Alleyn's College historique, la Dulwich Picture Gallery fut reconsidérée dans ses statuts comme un organisme de bienfaisance indépendant.

## Histoire des bâtiments
Lorsque Bourgeois mourut en 1811 en léguant sa collection, certaines clauses renfermées dans son testament stipulaient qu’un nouveau musée fût construit par son ami l’architecte sir John Soane afin d’abriter les collections, et que le bâtiment fût ouvert au public. Le testament laissait également 2 000 livres destinées à financer les travaux.
L’architecture dépouillée de Soane, constituée d’une suite de salles reliées l’une à l’autre et éclairées par la lumière du jour grâce à des lucarnes aménagées en hauteur, est depuis devenue une référence de base pour la conception des musées. Soane conçut les lucarnes de façon que les peintures soient éclairées indirectement, ce qui permet d’apprécier pleinement les peintures à l’huile. L’influent architecte Philip Johnson déclara d’ailleurs au sujet de cet espace : « Soane nous a enseigné comme présenter des peintures. » La Dulwich College Picture Gallery – ainsi que l’institution était appelée à l’époque – ouvrit ses portes en 1817.
Bourgeois et Desenfans, de même que l’épouse de ce dernier, qui participa en partie au financement de leur œuvre, sont enterrés dans un mausolée qui se trouve au centre de l’aile ouest du musée. Les hospices construits par Soane le long du côté ouest de la galerie ont été transformés en espace d’exposition par Charles Barry Jr. en 1880, et une extension vers l’est fut bâtie d’après les dessins d’E.S. Hall entre 1908 et 1938.
Le mausolée et les salles de l’aile ouest subirent de sérieux dommages au cours de la Seconde Guerre mondiale, à la suite de l’explosion d’un V1 allemand le 12 juillet 1944 ; apparemment, les os furent dispersés à travers la pelouse devant le musée. De nos jours, les trois sarcophages qui se trouvent dans le mausolée contiennent de nouveau à peu près chacun un squelette, mais personne n’était vraiment certain au sujet des propriétaires des ossements. Les bâtiments furent rénovés par la société Austin Vernon and Partners, et on procéda à leur réouverture le 27 avril 1953 en présence de la reine mère.
Une extension de conception moderne fut construite en 1999 sur les plans de l’architecte Rick Mather, venant annexer au musée un café, des installations à but didactique, une salle de conférence, une nouvelle entrée et un hall couvert d’une verrière, reliant la chapelle et les bureaux de l’Alleyn's College. L’architecture originelle de Soane fut également en partie restaurée, celle-ci ayant subi des changements au cours de travaux d’agrandissement antérieurs. Cette dernière rénovation en date fut inaugurée en présence de la reine Élisabeth II le 25 mai 2000.

## Collections
La Dulwich Picture Gallery abrite une collection relativement restreinte de peintures de vieux maîtres, pour la plupart des XVIIe et XVIIIe siècles, dont certaines sont cependant, par leur qualité, d’une importance considérable. Le musée héberge également des expositions temporaires.

### École anglaise
- John Constable : 1 peinture (Paysage avec moulins près de Haarlem, d'après Van Ruisdael)
- Thomas Gainsborough : 7 peintures, dont Miss Elizabeth Moody et ses fils ; Portrait de Thomas Linley ; Elizabeth et Mary Linley ; Couple dans un paysage)
- William Hogarth : 2 peintures (Portrait d'homme ; Une partie de pêche)
- Edwin Landseer : 1 peinture
- Thomas Lawrence : 3 peintures (William Linley ; Maria Linley)
- Joshua Reynolds : 9 peintures (Robert Dodsley ; L'Appel de Samuel ; La Guérison de la maladie)

### École espagnole

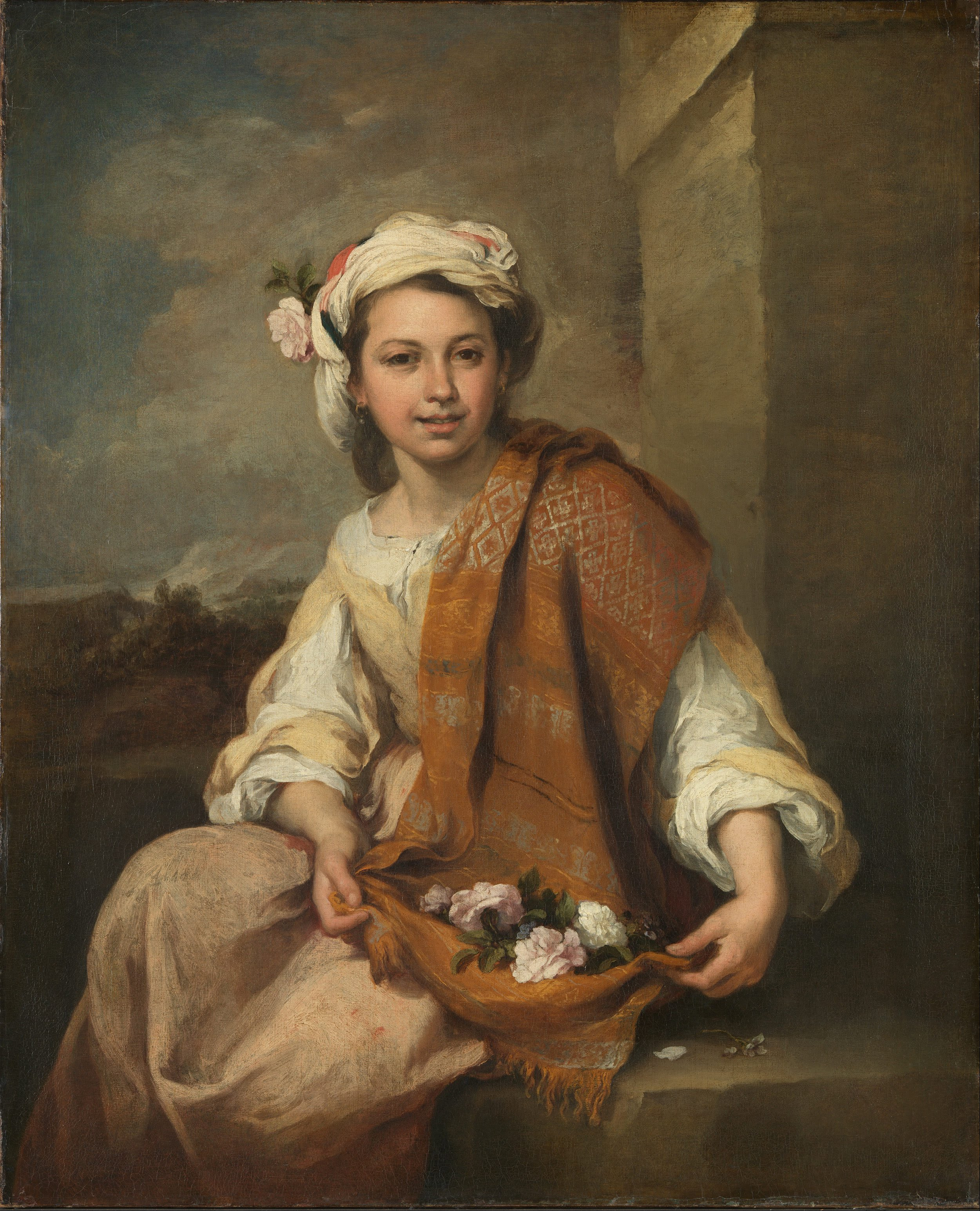
La Fleuriste, par Bartolomé Esteban Murillo.

- Bartolomé Esteban Murillo : 4 peintures (dont La Fleuriste; Deux jeunes paysans et un jeune nègre ; Invitation à un jeu de croquet)

### École flamande
- Adriaen Brouwer : 1 peinture
- Marcus Gheeraerts le Jeune : 1 peinture
- Pierre Paul Rubens : 12 peintures (dont Vénus, Mars et Cupidon ; Portrait d'une dame ; Romulus portant un trophée ; Vénus en deuil d'Adonis ; Trois nymphes et une corne d'abondance)
- David Teniers le Jeune : 19 peintures (dont Une salle de garde ; Gitans dans un paysage ; Paysans conversant ; Scène d'hiver ; Paysan mangeant des moules ; Le coupeur de paille)
- Antoine Van Dyck : 5 peintures (dont Samson et Dalila ; Portrait d'Emmanuel de Savoie ; George Digby)

### École française
- Gaspard Dughet : 4 peintures
- Jean-Honoré Fragonard : 1 peinture (Jeune femme)
- Jean-Baptiste Pater : 1 peinture (Fête champêtre)
- Claude Lorrain : 4 peintures (dont Jacob avec Laban et ses filles)
- Frères Le Nain : 1 peinture (Le Concert)
- Nicolas Poussin : 6 peintures (dont La Nourrice de Jupiter ; Renaud et Armide ; Vénus et Mercure ; Le Triomphe de David)
- Claude Joseph Vernet : 6 peintures (dont Paysage italien ; Scène de port italienne)
- Antoine Watteau : 2 peintures (dont Les Plaisirs du bal)

### École hollandaise (néerlandaise)
- Albert Cuyp : 11 peintures
- Pieter De Hooch : 2 peintures
- Gérard Dou : 1 peinture

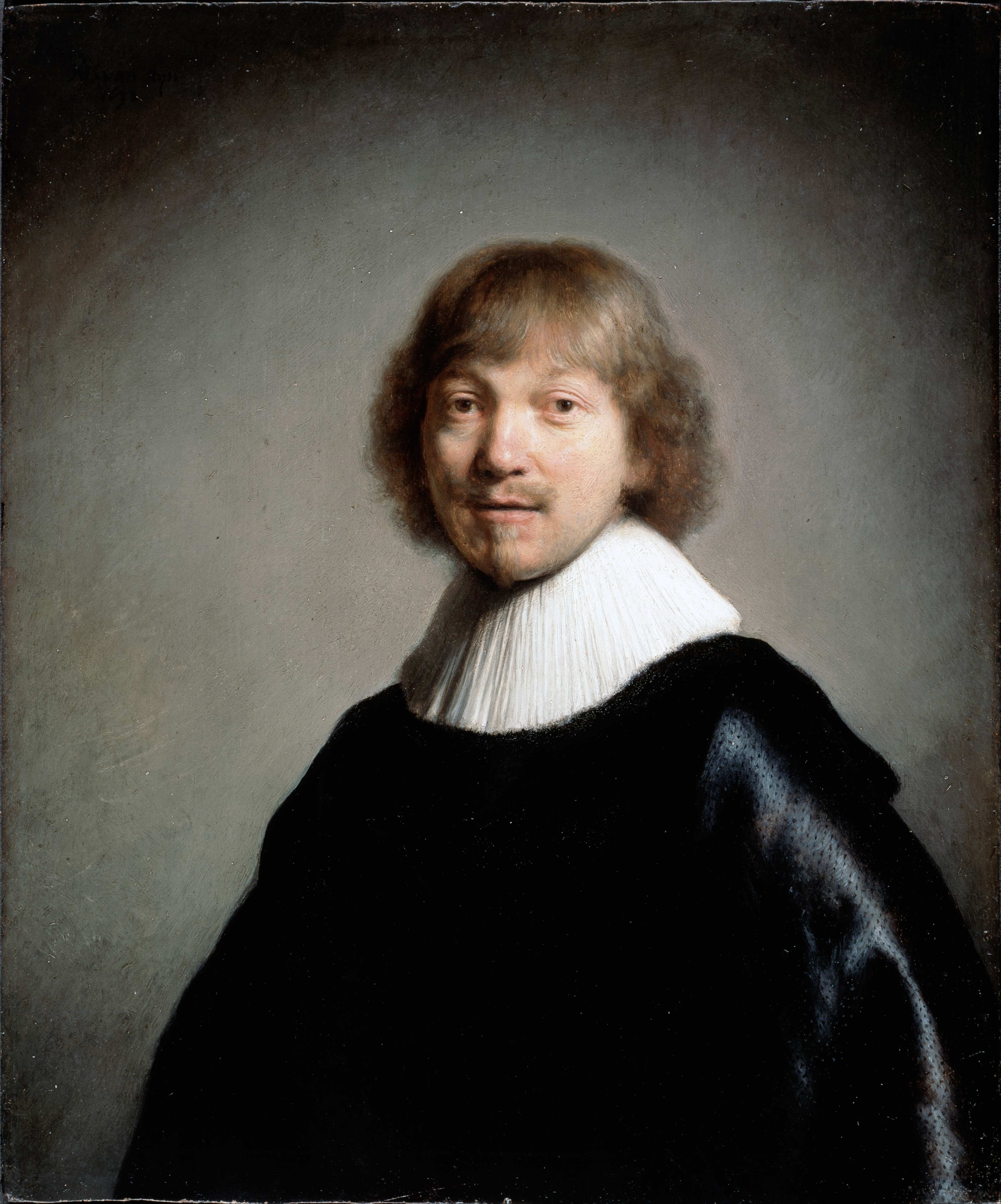
Portrait de Jacob de Gheyn III, par Rembrandt.

- Meindert Hobbema : 1 peinture (Paysage boisé avec moulin à eau)
- Rembrandt : 4 peintures (dont Portrait de Jacob de Gheyn III ; Jeune Fille à la fenêtre ; Portrait d'un jeune Homme)
- Aernout Van der Neer : 1 peinture
- Adriaen Van de Velde : 2 peintures
- Willem van de Velde le Jeune : 3 peintures
- Adriaen Van Ostade : 5 peintures
- Jacob Van Ruisdael : 4 peintures (Une cascade ; Paysage avec moulins près de Haarlem)
- Jan Weenix : 1 peinture
- Philips Wouwerman : 12 peintures

### École italienne
- Canaletto : 2 peintures (Vue du pont de Walton ; Le Bucentaure le jour de l'Ascension)
- Annibale Carracci : 4 peintures
- Le Guerchin : 2 peintures
- Raphaël : 2 peintures
- Guido Reni : 2 peintures
- Sebastiano Ricci : 2 peintures
- Giambattista Tiepolo : 3 peintures (dont Diane, Apollon et les Nymphes ; La Vertu et la Noblesse mettant l'Ignorance en fuite)
- Piero di Cosimo : 1 peinture (Un jeune homme)
- Giorgio Vasari : 1 peinture (Sainte Famille)
- Paul Véronèse : 1 peinture (Saint Jérôme avec Girolamo Petrobelli)
- Francesco Zuccarelli : 3 peintures

## Expositions temporaires (2008-2009)
The Phoenix of All Flower Painters

26 juin 2008 - 30 septembre 2008

Loué par Arnold Houbraken pour s’être « rapproché bien plus près de la nature » que la génération précédente de peintres de nature morte, Jan Van Huysum est sans doute l’un des plus célèbres peintres néerlandais de l’histoire de l’art.
Peinture Family : The De Brays, Master Painters of 17th Century Holland

9 juillet 2008 - 5 octobre 2008

Peu connue de nos jours, la famille De Bray (Salomon et Jan de Bray) furent des maîtres du portrait du siècle d'or néerlandais au XVIIe siècle.
What Are You Like ?

9 septembre 2008 - 18 janvier 2009

Une exposition organisée en collaboration avec The House of Illustration rassemblant un groupe éclectique de personnages publics, chacun apportant sa contribution sous la forme d’un « autoportrait » composé des choses qu’il préfère.
Saul Steinberg : Illuminations

26 novembre 2008 - 15 février 2009

Une première pour la Dulwich Picture Gallery et une première en Angleterre, présentant une rétrospective de plus de cent œuvres de l’artiste et auteur américain d’origine roumaine dont les travaux remplirent les pages du New Yorker durant six décennies.

## Nocturnes
En 2008, le musée a ouvert ses portes chaque troisième mercredi du mois de 18 heures 30 à 22 heures. Les nocturnes présentent habituellement un thème en relation avec l’exposition en cours et incluent fréquemment la projection de courts-métrages, des séances musicales, un bar, des activités artistiques et des causeries animées par les responsables du musée. À cette occasion, le café, le magasin et la chapelle restent également ouverts.

## Association des amis du musée
L’association The Friends of Dulwich Picture Gallery joue un rôle essentiel dans la vie et le travail du musée. Ses membres sont indépendants de l’institution et lèvent des fonds destinés à venir supporter les programmes d’exposition ainsi que des projets spécifiques. Bon nombre des événements les plus populaires du musée – concerts, conférences, dîners, visites, etc. – sont organisés par cette association.

## Source
- (en) Cet article est partiellement ou en totalité issu de l’article de Wikipédia en anglais intitulé « Dulwich Picture Gallery » (voir la liste des auteurs).
- (en) Hugh McLeave, Rogues in the Gallery : The Modern Plague of Art Thefts (eBook), C&M Online Media Inc. - Boson Books, 2003  (ISBN 0-917990-82-X).

## Galerie

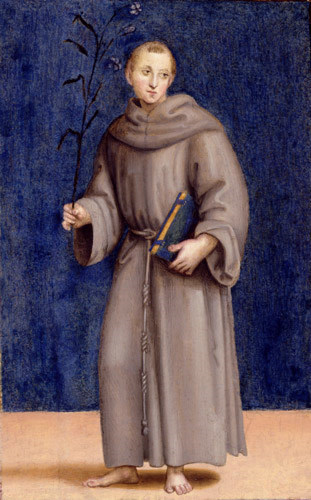
Raphaël, Saint Antoine de Padoue (panneau de la prédelle du polyptyque Colonna), v. 1503-1505.
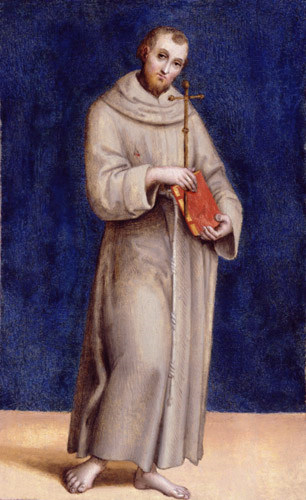
Raphaël, Saint François d'Assise (panneau de la prédelle du polyptyque Colonna), v. 1503-1505.
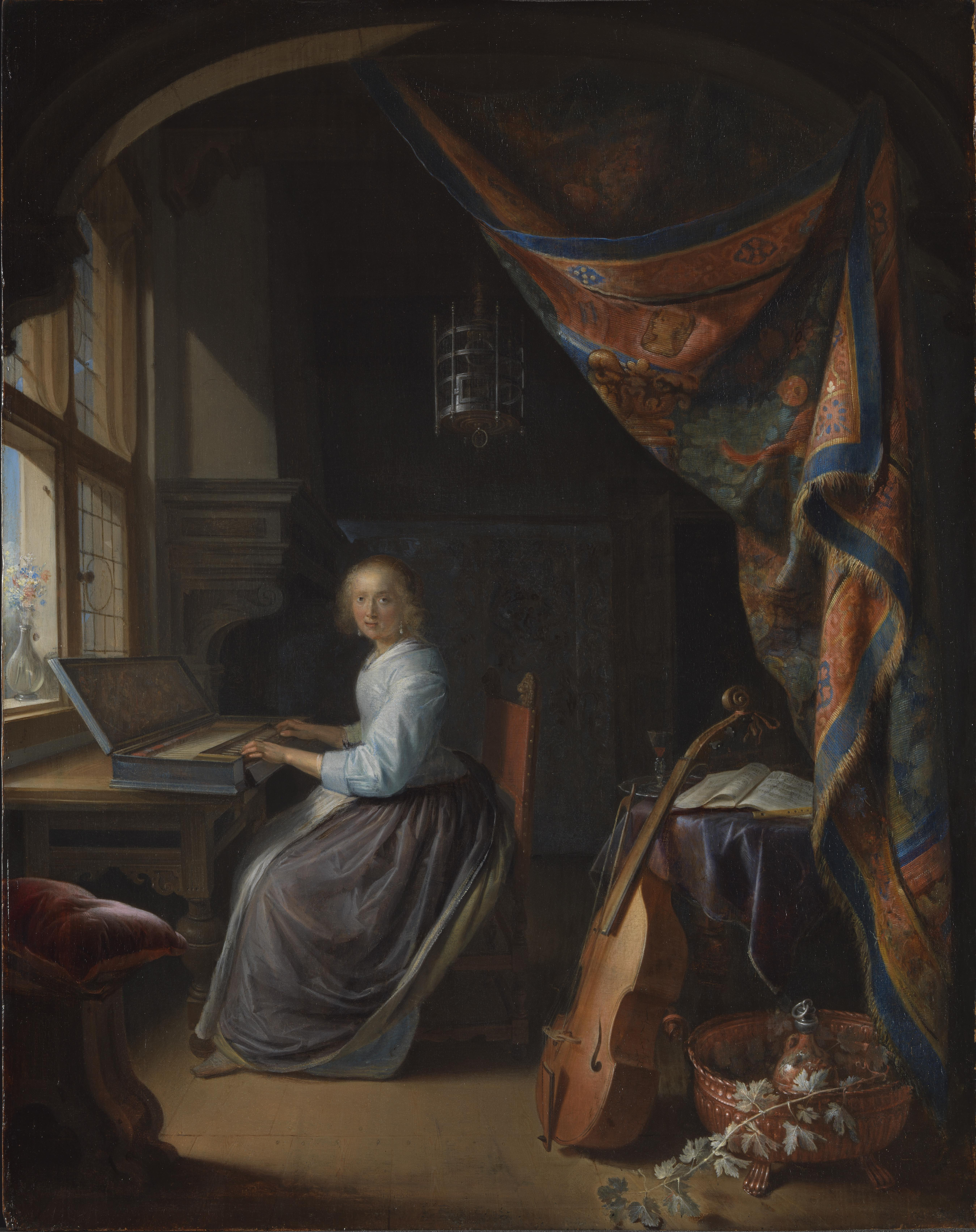
Gérard Dou, Femme au clavicorde, v.1665.
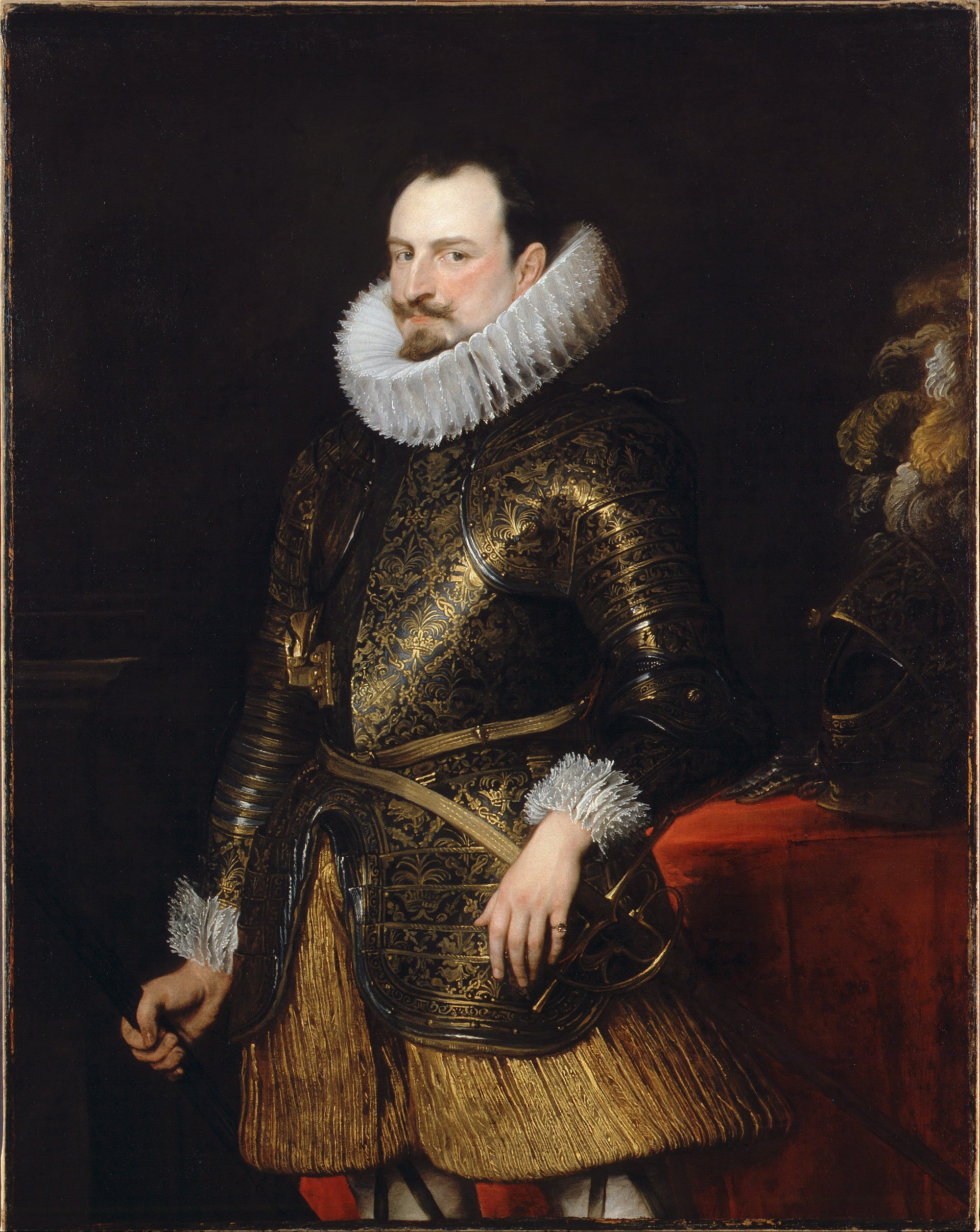
Antoine Van Dyck, Portrait d'Emmanuel-Philibert de Savoie, 1624.
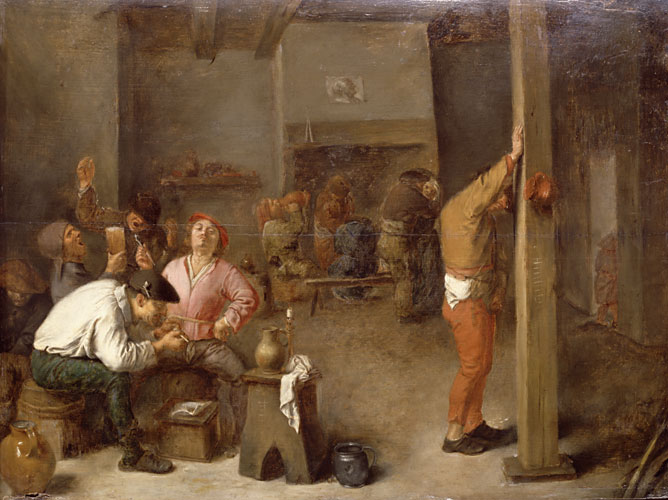
Adriaen Brouwer, Intérieur d'une taverne, v.1630, huile sur panneau, 32,3 × 43,2 cm.
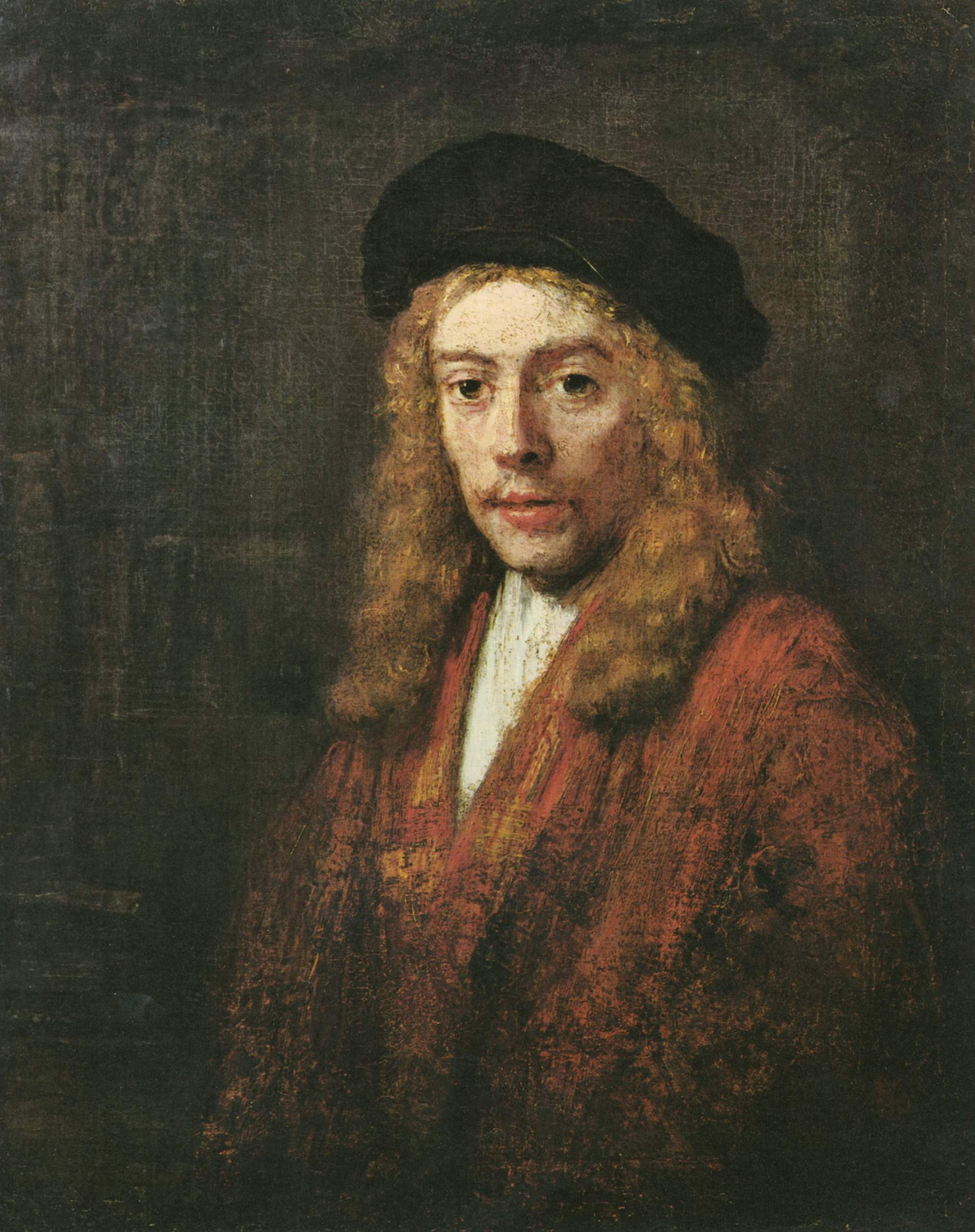
Rembrandt, Portrait d'un jeune homme (peut-être le fils du peintre, Titus), v. 1635-1665, huile sur toile, 82,5 × 67 cm.
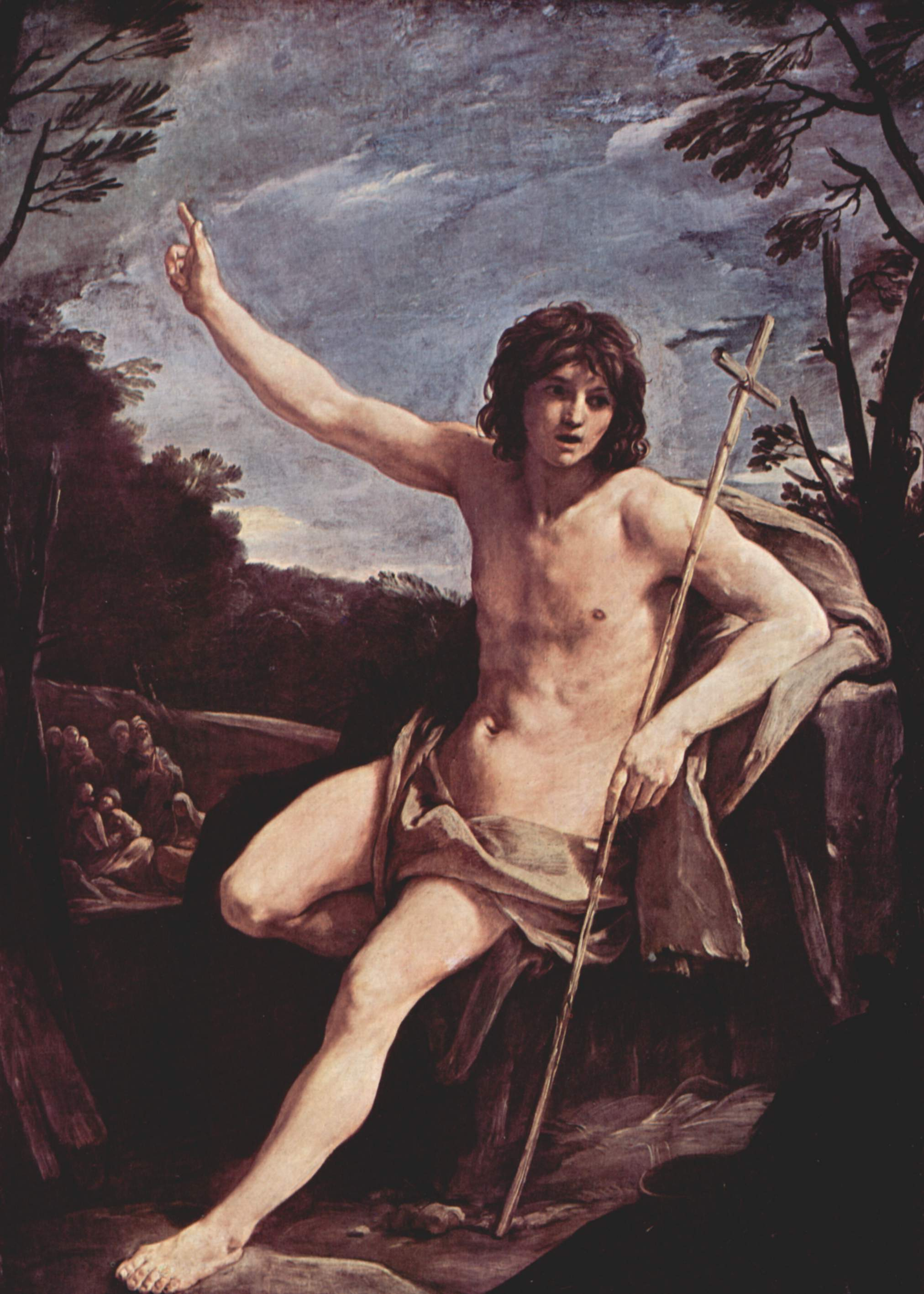
Guido Reni, Saint Jean Baptiste au désert, v. 1640, huile sur toile, 225 × 162 cm.
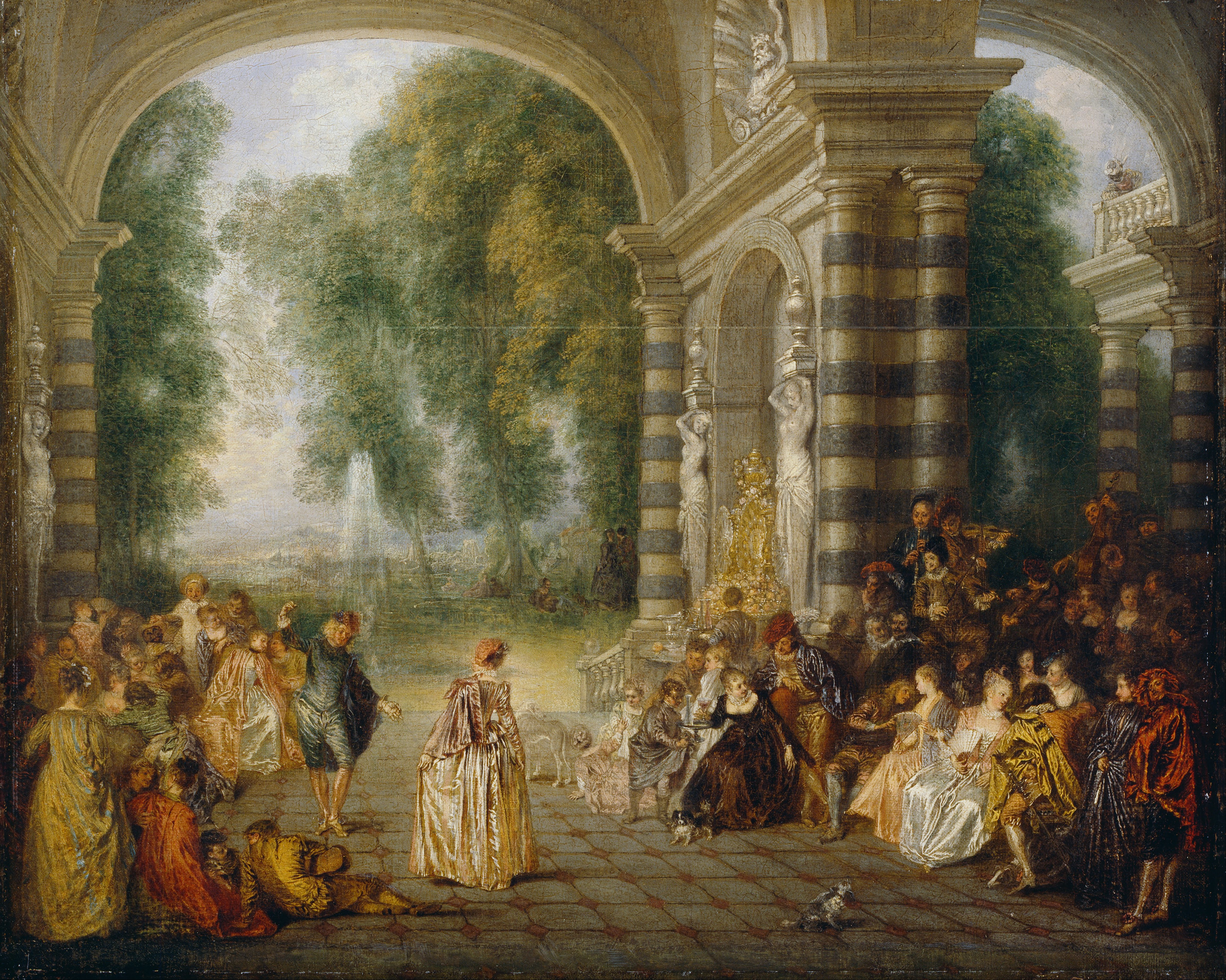
Antoine Watteau, Les Plaisirs du bal, v. 1715-1717, huile sur toile.